# 熊湘台
熊湘台（1952年6月28日—），中華民國空軍中將、美國工程科學碩士，臺灣臺北市大安區人，籍貫湖南省湘鄉，現任中央軍校校友總會理事，曾任前國防部長李天羽辦公室主任、國防部常務次長、國防部參事、空軍防砲部指揮官、空軍司令部政戰主任、空作部副參謀長、空軍499聯隊長、空軍總司令部武獲室組長。

## 生平
熊湘台畢業於中華民國空軍軍官學校56期，並接受三軍大學空軍指揮參謀學院、戰爭學院等進修教育，擁有美國工程科學碩士學位，曾任空軍武獲室組長、空軍四九九聯隊長、國防部部長辦公室主任、國防部空軍司令部政戰主任、空軍防空砲兵指揮部指揮官、國防部參事與常務次長等職。